# Kurixalus ananjevae
Kurixalus ananjevae är en groddjursart som först beskrevs av Matsui och Orlov 2004.  Kurixalus ananjevae ingår i släktet Kurixalus och familjen trädgrodor. Inga underarter finns listade i Catalogue of Life.
Arten är endast känd från några exemplar som hittades i provinsen Ha Tinh i Vietnam. Fyndplatsen ligger 1500 meter över havet. Exemplar registrerades på buskarnas blad i fuktiga skogar. Antagligen sker grodynglens utveckling i pölar på marken. Skogens omvandling till jordbruksmarker, betesmarker samt intensivt skogsbruk hotar beståndet. Ett större vägbygge ska äga rum nära fyndplatsen. Populationens storlek är okänd. IUCN kategoriserar arten globalt som otillräckligt studerad.
Enligt IUCN ska arten flyttas till släktet Gracixalus.